# Забороль (Волынская область)
За́бороль (укр. Забороль) — село в Луцкой городской общине Луцкого района Волынской области Украины.
Код КОАТУУ — 0722881801. Население по переписи 2001 года составляет 1346 человек. Почтовый индекс — 45623. Телефонный код — 332. Занимает площадь 3,83 км².